# Гнезненски окръг
Гнезненски окръг (на полски: Powiat gnieźnieński) е окръг в Централна Полша, Великополско войводство. Заема площ от 1255,03 км2. Административен център е град Гнезно.

## География
Окръгът се намира в историческия регион Великополша.

## Население
Населението на окръга възлиза на 144 296 души (2012 г.). Гъстотата е 115 души/км2.

## Административно деление
Административно окръгът е разделен на 10 общини.
Градска община:
- Гнезно

Градско-селски общини:
- Община Витково
- Община Клецко
- Община Тшемешно
- Община Чернейево

Селски общини:
- Община Гнезно
- Община Лубово
- Община Кишково
- Община Мелешин
- Община Неханово

## Галерия
- Витково
- Гнезно
- Клецко
- Тшемешно
- Чернейево